# Плод ислама
«Плод ислама» (англ. Fruit of Islam) — военизированное крыло американской религиозной организации «Нация ислама», объединяющей афроамериканцев. Члены ПИ носят характерные голубые или белые костюмы с головными уборами, имеют свои подразделения во всех мечетях НИ. Верховный главнокомандующий — Луис Фаррахан, также сам лидер организации НИ. Его сын Нустафа Фаррахан — второй главнокомандующий. Существует также женское подразделение «Курсы исламских девушек» (Muslim Girls Training).
Так, как НИ не разглашает сведений о количестве своих последователей, предположительно в состав ПИ входит от 10.000 до 50.000 человек.

## История
Плод Ислама является одним из учреждений Нации Ислама. Он был учреждён Фардом Мухаммедом в 1933 году, незадолго до его исчезновения. В состав ПИ входят в основном молодые чёрные мужчины, которые отождествляются с «плодами новой нации». Параллельно подразделение «Плод ислама» было создано для защиты членов НИ. ПИ существовало до смерти Элайджи Мухаммеда, 1975 года. Когда предводителем НИ стал Вариф Дин Мухаммед, он расформировал подразделение ПИ. Подразделение с самой организацией было позже возрождено Луисом Фарраханом.

## Охранная деятельность НИ
В 1988 году НИ создала охранное подразделение, из членов ПИ, для охраны сотрудников разных общественных жилых комплексов в опасных городских районах в Балтиморе, Вашингтоне, Филадельфии, Чикаго и Лос-Анджелесе, получив по меньшей мере 20 миллионов долларов США в 90-е годы. Наибольшего успеха в своей работе подразделение достигло в Вашингтоне, однако в остальных местах встретило сопротивление со стороны членов конгресса, антидиффамационной лиги и других организаций. ПИ столкнулась также со вниманием со стороны федеральных органов за расовое и гендерное предпочтение при приеме на работу и налогового управления после отказа передавать налоги сотрудников.

## Курсы исламских девушек
Женское учреждение НИ, женский аналог ПИ, создана Фардом Мухаммедом в 1933 году. Перед исчезновением, основатель НИ создал специальные «университеты ислама», в 1934 году где девушки учились домашнему хозяйству: приготовлению пищи, шитью, чистке, уборке, правильному воспитанию детей, роли женщины в исламе, личной гигиене и самообороне. Учения проводятся не реже одного раза в неделю.

## Идеология
Подразделение ПИ утверждает, что главная его миссия передать свои знания цивилизации и учить незнающих. На своём сайте НИ призывает вступать в ряды ПИ, и описывает сотрудников ПИ, как «отважных воинов Аллаха», которые ведут «войну за сердце и душу народа», их основная цель является защитой и служба «истинным людям» (членов НИ).